# Ácido dodecanoico
O ácido dodecanóico ou ácido láurico, é um ácido gordo saturado (br: ácido graxo) com fórmula estrutural CH3(CH2)10COOH. É o ácido principal do leite de coco (47%) (na versão tradicional e não 'light'), óleo de coco (45%) e do óleo da semente de palma (não confundir com oléo de palma). Tem grande ação anti-inflamatória  . É também encontrado no leite humano (5.8% da gordura total), no leite de vaca (2.2%) e leite de cabra (4.5%). Trata-se de um sólido, branco, pulvurulento, com odor ligeiro a sabão.